# Pikkelyes földiszalakóta
A pikkelyes földiszalakóta (Geobiastes squamiger) a madarak osztályának, szalakótaalakúak rendjébe, a földiszalakóta-félék (Brachypteraciidae) családjába tartozó Geobiastes nem egyetlen faja.

## Rendszerezése
A fajt Frédéric de Lafresnaye francia ornitológus írta le 1838-ban, a Brachypteracias nembe Brachypteracias squamigera néven.

## Előfordulása
Madagaszkár keleti részén honos. Természetes élőhelyei a szubtrópusi és trópusi síkvidéki esőerdők. Állandó, nem vonuló faj.

## Megjelenése
Testhossza 32 centiméter, testtömege 137-165 gramm. Testalkatához képest, nagy fej és hosszú láb járul. A fekete, sötétbarna, világosbarna pikkelyes mintázata jó rejtőszínt ad a rossz megvilágítású erdei félhomályban. Rövid, lekerekített szárnyai van. A nemek hasonlóak.

## Életmódja
Férgekkel, rovarokkal, pókokkal és csigákkal táplálkoznak. Állandó, nem vonuló madár.

## Szaporodása
Talajba vájt, körülbelül 1 méter hosszú járat végén, avarral bélelt fészekbe rakja tojásait.

## Természetvédelmi helyzete
Az elterjedési területe még elég nagy, de csökken, egyedszáma 1500-7000 példány közötti és gyorsan csökken. A Természetvédelmi Világszövetség Vörös listáján sebezhető fajként szerepel.